# Osmussaar
Osmussaar (švédsky Odensholm) je jeden z estonských ostrovů v Baltském moři.
Ostrov má poměrně osamělou polohu při jižní straně ústí Finského zálivu, přibližně 8 km na severozápad od pevninského výběžku Põõsaspea neem.
Ostrov má rozlohu 4,69 km² a nad hladinu se zvedá do výšky 8 m.

## Geografie
Ostrov Osmussaar je z několika stran obklopen nebezpečnými útesy a mělčinami, z nichž nejvýraznější jsou Suurgrund a Sundstein, ležící mezi ostrovem a mysem Põõsaspea.

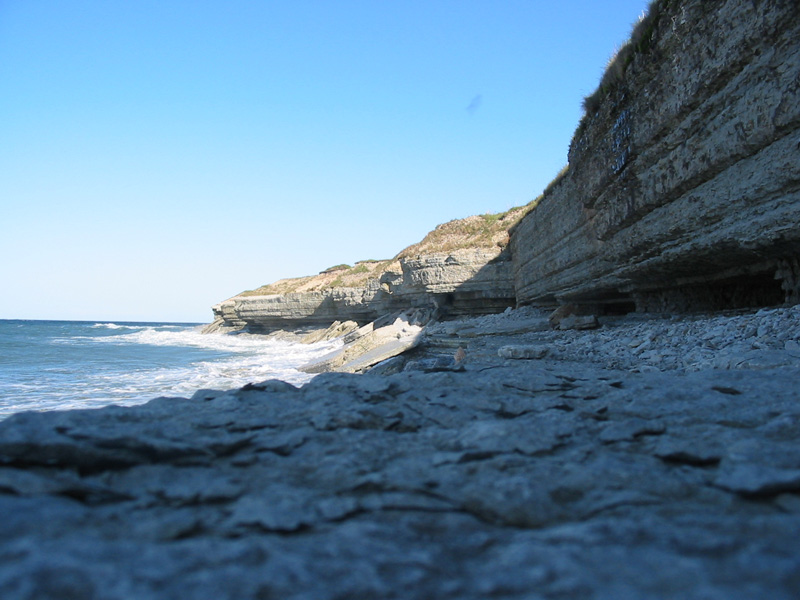
Baltský klint na severním pobřeží ostrova

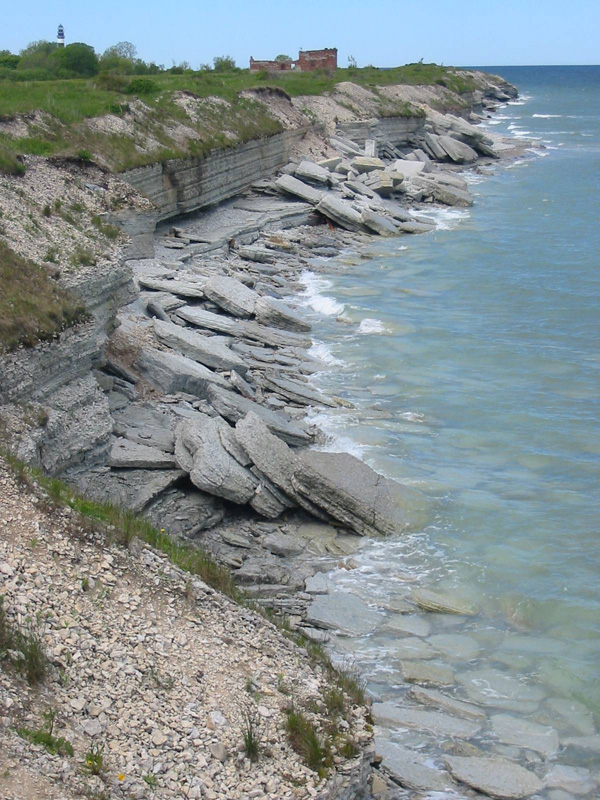
Západní pobřeží ostrova

Osmussaar má oválný tvar, jehož delší osa směřuje přibližně od jihovýchodu k severozápadu. Délka ostrova v tomto směru je 4,6 km, šířka 1,3 km, obvod pobřeží činí 14 km. Severní pobřeží je méně členité a probíhá jím Baltský klint, zdvíhající se zde do výše až 6 m, zatímco jižní pobřeží se člení do několika výběžků a zálivů.
Povrch ostrova je poměrně plochý a kamenitý. Na ostrově je několik jezer, vzniklých dosud probíhajícím postglaciálním zdvihem baltské oblasti z někdejších zálivů a zátočin.
25. října 1976 se ve vzdálenosti 5-6 km na severovýchod od nejsevernějšího cípu ostrova nacházelo epicentrum jednoho z nejsilnějších zaznamenaných zemětřesení na estonském území. Otřesy měly sílu 4,75 Richterovy škály a byly citelné i v přes 200 km vzdálené Narvě.

## Příroda

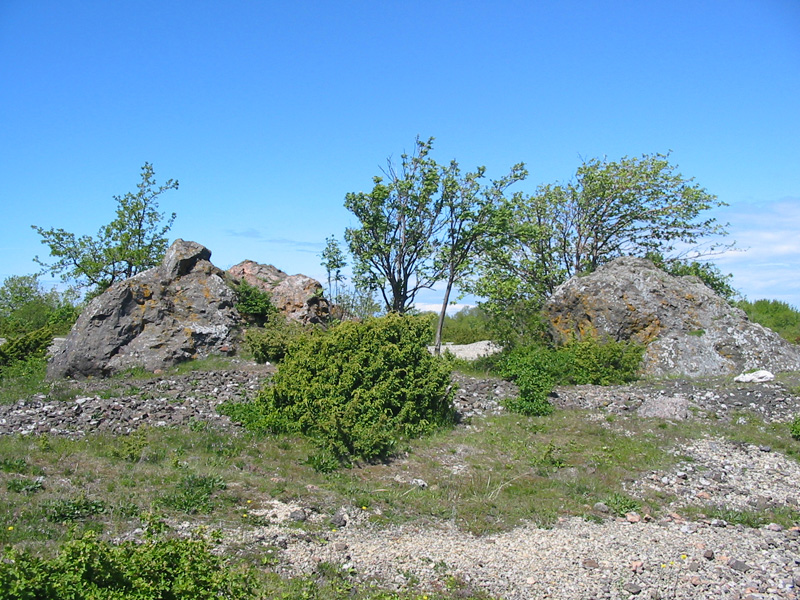
Osmussaarská Dvojčata — Kaksikud

Ostrov se vynořil z moře vlivem postupného tektonického zdvihu před dvěma až třemi tisíci lety. Horninové jádro ostrova tvoří ordovické vápence, překryté tenkou vrstvou mladších sedimentů. Zvláštní pozornosti zasluhuje několik balvanů rulové brekcie, pocházející ze dna Finského zálivu. Na povrch ostrova se dostala následkem pádu Neugrundského meteoritu před 500 milióny lety (Neugrundský kráter se nachází 7 km severovýchodně od ostrova). Z brekciových balvanů jsou největší Kaksikud („Dvojčata“) a Skarvan. Kaksikud byly původně rozměrnější, ale velkou část jich za války zničila Rudá armáda, když z nich brala materiál na stavbu opevnění. Dnes mají obvod přibližně 30 m a dosahují výšky 3 m.

## Osídlení
První historická zmínka o ostrově pochází z roku 1250. Ostrov je tehdy již osídlen švédsky hovořícími obyvateli a nese jméno Hothensholm. Osídlení ostrova se pravděpodobně již tehdy, stejně jako po následující staletí, soustředilo do jediné vesnice, zvané prostě Bien (v místním švédském nářečí Vesnice).
Ještě počátkem roku 1944 bylo ve vesnici sedm usedlostí, zvaných podle jejich rodin Nibondas, Ärkorsa, Marks, Brusa, Graisa, Nigorsa a Stavasa, v nichž žilo celkem asi 140 obyvatel. Když s postupem Rudé armády začalo být v létě jasné, že Sovětskému svazu se podaří obnovit okupaci Estonska, obyvatelé z obav před sovětskými krutostmi ostrov opustili.

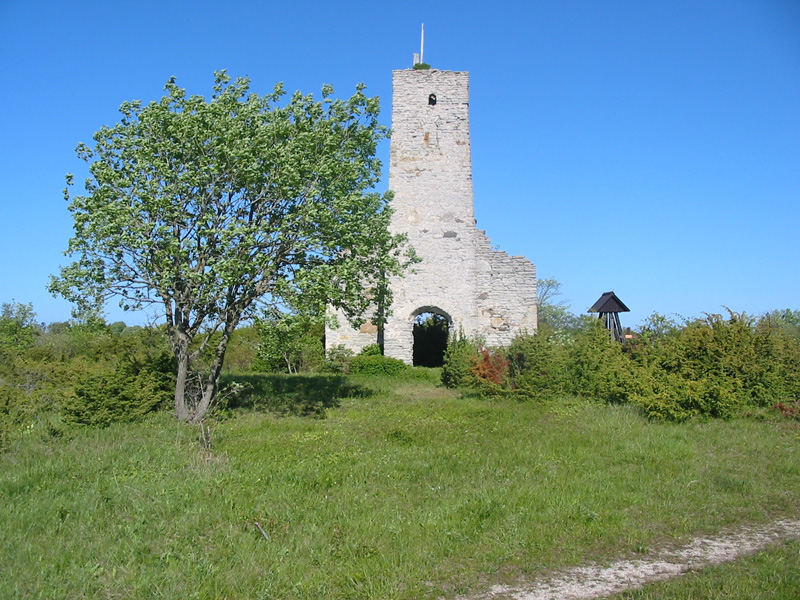
Zříceniny Ježíšovy kaple (Jesu Kapell)

Během sovětské okupace byl ostrov uzavřeným hraničním pásmem a byla zde umístěna menší armádní jednotka. Pobyt armády bohužel zničil téměř všechny původní stavby na ostrově — z celkem asi čtyřiceti budov vesnice se zachovaly dvě, z ostrovní kaple Ježíšovy z 18. století zůstala zřícenina s částí věže. Kaple byla restaurována v roce 2012. Vedle kaple byla v roce 1994 postavena původními obyvateli zvonička.
Po odchodu okupačních vojsk zůstal ostrov několik let neobydlen a sloužil jen k rekreačním účelům. V roce 2001 se na něj přestěhovali první dva noví obyvatelé, k nimž v roce 2003 přibyl třetí.